# Kevin Kopelow y Heath Seifert
Kevin Kopelow y Heath Seifert son un equipo de escritores y productores de televisión estadounidense. Han escrito y producido para All That, Kenan & Kel, Sonny with a Chance, Austin & Ally (también creadores), entre otras series.
Como actor, Kopelow es más conocido por su papel de Kevin, el director de escena en All That, así como por una aparición en el programa de juegos Figure It Out como panelista.

## Créditos

### Guionistas
- Good Burger 2 (2023)
- Austin & Ally (2011–2016, también creadores)
- Jonas (2009)
- Sonny with a Chance (2009)
- Star and Stella Save the World (2007)
- All That 10th Anniversary Reunion Special (2005)
- Stripperella (2003–2004)
- 100 Deeds for Eddie McDowd (2002)
- KaBlam! (1996-1998)
- Kenan & Kel (1996–2000)
- All That (1994–2000)
- Two Heads Are Better Than None (2000)
- 1999 Kids' Choice Awards (1999)
- Good Burger (1997)
- Space Cases (1996)
- Singled Out
- Nickelodeon Ho Ho Holiday Special" (2015)

### Productores
- Austin & Ally (2011–2016, también creadores)
- Jonas (2009)
- Sonny with a Chance (2009)
- Campus Ladies (2006–2007)
- Star and Stella Save the World (2007)
- Hi-Jinks (2005–2006)
- Stripperella (2003)
- Kenan & Kel (1996–2000)
- All That
- Cousin Skeeter
- Good Burger (1997)

### Kopelow como actor
- All That (1994–2001) - Kevin el Director de Escena
- Kenan & Kel (1996) - Paramedico #2, Decorador de Fiesta
- Good Burger (1997) - Sad Clown
- Figure It Out (1997–1999) - Él mismo/panelista